# Heinrich Lumpe

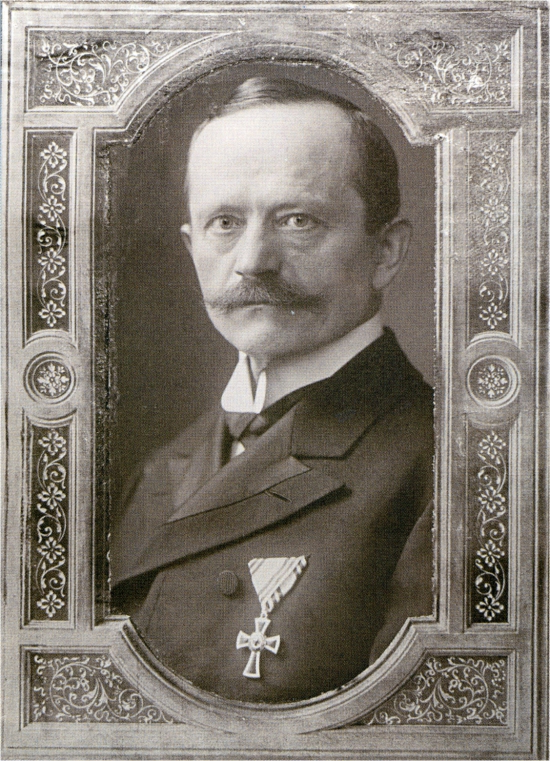
Heinrich Lumpe

Heinrich Lumpe, tschechisch Jindřich Lumpe (* 16. Februar 1859 in Neudaubitz bei Rumburg; Kaisertum Österreich; † 21. Februar 1936 in Eichwald, Tschechoslowakei), war ein deutschböhmischer Unternehmer, Ornithologe, Mäzen und Naturschützer. Er ist der Gründer des „Natur- und Vogelschutzparks“ in Krásné Březno (Schönpriesen), der als „Lumpe-Park“ bekannt wurde und ein Vorgänger des Zoos Ustí nad Labem ist.

## Leben und Wirken

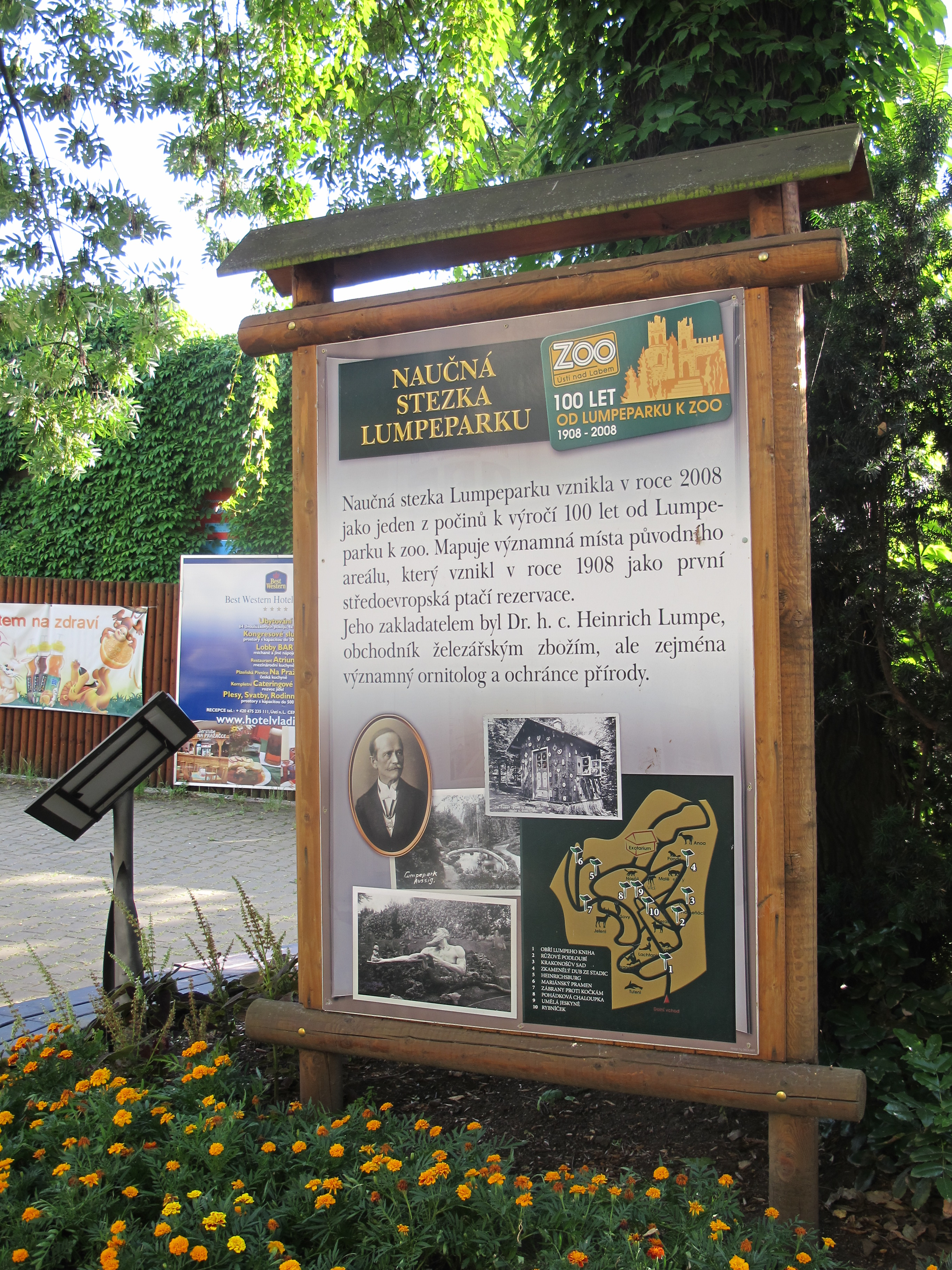
Lehrpfad Lumpepark im Zoo Ustí nad Labem

Er war der Sohn des Landwirts und Holzhändlers Heinrich Ferdinand Lumpe. 1873 nahm er eine Kaufmannslehre in Tetschen auf, die er in Aussig bei seinem Onkel Ignaz Lumpe beendete. Danach arbeitete er von 1881 bis 1884 in einer Eisengroßhandlung in Halle (Saale) in der preußischen Provinz Sachsen. Nach dem Tode des Onkels kehrte er nach Aussig zurück und trat dort in dessen Firma ein, die nun verstärkt mit Eisen- und Haushaltswaren handelte. Ab 1895 firmierte die Handlung unter „Ignaz Lumpes Neffe“, die er bis zu einem Tod bei einem Kuraufenthalt in Eichwald (heute Dubí) 1936 leitete.
Bekannt wurde Lumpe als Naturschützer für die Vogelwelt. Er  errichtete 1908 in Aussig-Schönpriesen aus eigenen Mitteln einen Naturpark mit seltenen Vogelarten, der als „Lumpe-Park“ bekannt wurde. Als Unterstützung junger Botaniker an der Universität Wien gründete Lumpe 1922 den „Deutschen Natur- und Vogelschutzbund in der Tschechoslowakei“. Daneben gründete er 1908 die Nordböhmische Wasserbaugesellschaft in Aussig und wurde 1912 deren Präsident deren Präsident (inzwischen umgewandelt in eine Aktiengesellschaft).
Lumpe war mit der Tochter des Historikers Julius Lippert verheiratet. Sein Neffe Alfred Lumpe (1887–1968) führte Firma und Park bis kurz nach 1945 und der Vertreibung weiter. Im Zoo Ustí nad Labem wurde 2008 zum hundertsten Jubiläum ein Lehrpfad Lumpepark eingerichtet.

## Ehrungen
- Ehrenmitglied der Zoologischen Gesellschaft in Wien (1914)
- Ehrenpräsident des Österr. Bundes der Vogelfreunde (1921)
- Dr. phil. h. c. der Universität Greifswald (1923)
- Ehrenmitglied des Landesvereins Sächsischer Heimatschutz (1933)[3]